# Indoaustriella dalli
Indoaustriella dalli is een tweekleppigensoort uit de familie van de Lucinidae. De wetenschappelijke naam van de soort is voor het eerst geldig gepubliceerd in 1909 door Lynge.